# Imagining Argentina
Imagining Argentina  és una pel·lícula hispano-estatunideca-britànica de Christopher Hampton, protagonitzada per Antonio Banderas, Emma Thompson i Rubén Blades. El guió va ser escrit per Christopher Hampton a partir d'una novel·la de Lawrence Thornton. Estrenada el 4 de setembre de 2003. Ha estat doblada al català.

## Argument
El film té lloc a l'Argentina, el 1976, tot just començada la dictadura militar anomenada Proceso de Reorganización Nacional (1976-1983). Explica la història Carlos Rueda (Antonio Banderas), director d'un teatre infantil a Buenos Aires, i la seva esposa Cecilia (Emma Thompson) una valenta periodista que desapareix després de publicar un article sobre les desaparicions que van tenir lloc en l'anomenada noche de los lápices.
Carlos s'adona que el recurs més fiable que té per esbrinar el parador de les persones desaparegudes és la seva pròpia imaginació. Amb el suport de la seva filla Teresa i la seva amiga Esme (Maria Canals Barrera), comença una sèrie de reunions al jardí posterior dels Rueda, on altres víctimes pregunten a Carlos què ha estat dels seus familiars. La imaginació d'un resulta ser, llavors, l'únic en el qual es pot confiar per no recórrer a la desesperació.

## Repartiment
- Irene Escolar (Eurydice)
- Fernando Tielve (Orfeo/Enrico)
- Hector Bordoni	(Pedro Augustín)
- Antonio Banderas (Carlos Rueda)
- Emma Thompson (Cecilia Rueda)
- María Canals Barrera (Esme Palomares)
- Rubén Blades (Silvio Ayala)
- Leticia Dolera (Teresa Rueda)
- Eusebio Lázaro (Pereira)
- Luis Antonio Ramos (Policia 2)
- Carlos Kaniowsky (Rubén Mendoza,: Carlos Kaniowski)
- Stella Maris (Concepta Madrid)
- Concha Hidalgo	(Àvia d'Octavio Marquez)
- Ana Gracia (Hannah Masson)
- Horacio Obón (Victor Madrid)
- Amparo Valle (Mare de Julia Obregón)

## Premis i nominacions

### Nominacions
- 2003. Lleó d'Or